# Agave wercklei
Agave wercklei là một loài thực vật có hoa trong họ Măng tây. Loài này được F.A.C.Weber ex Wercklé mô tả khoa học đầu tiên năm 1907.

## Hình ảnh

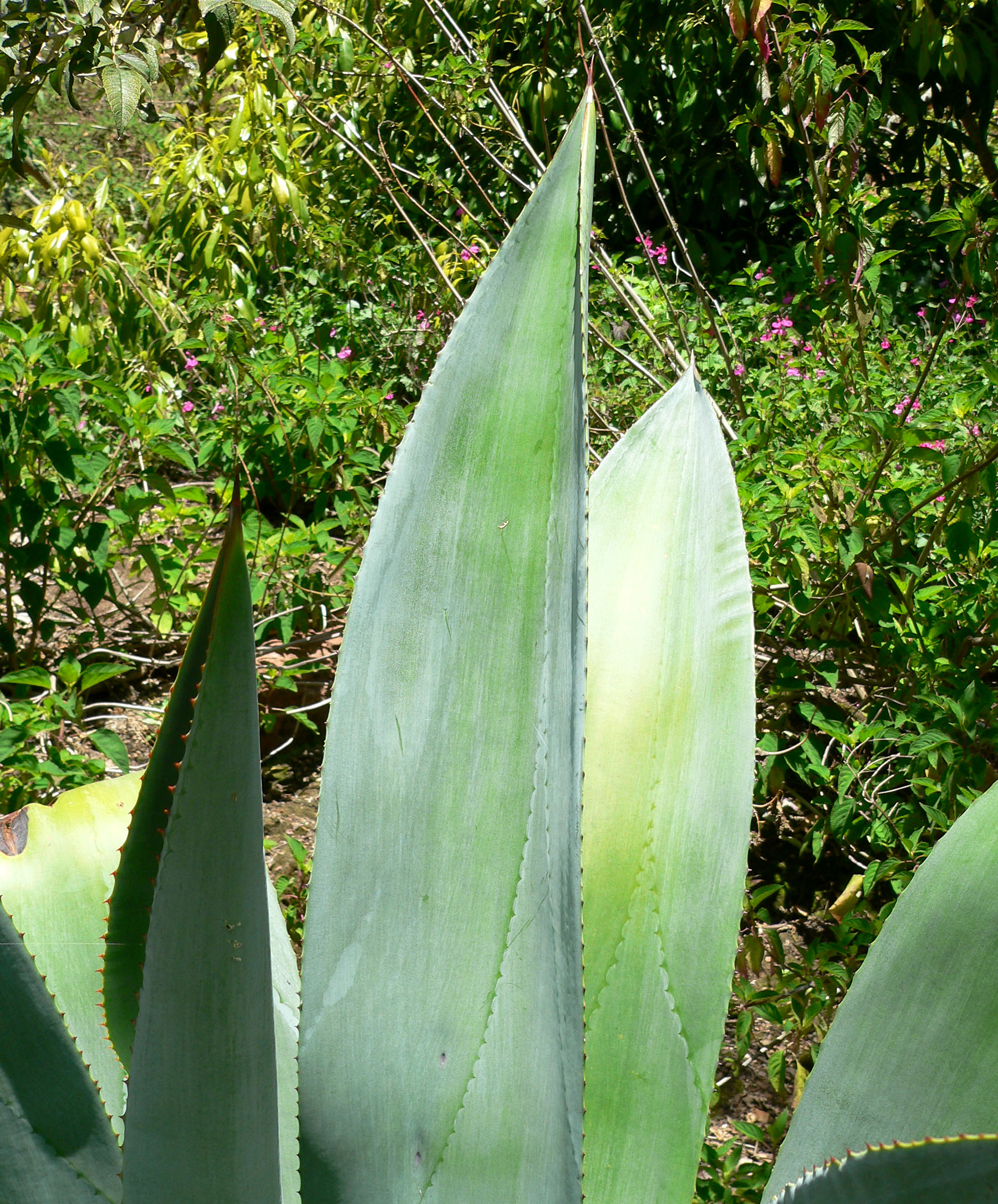
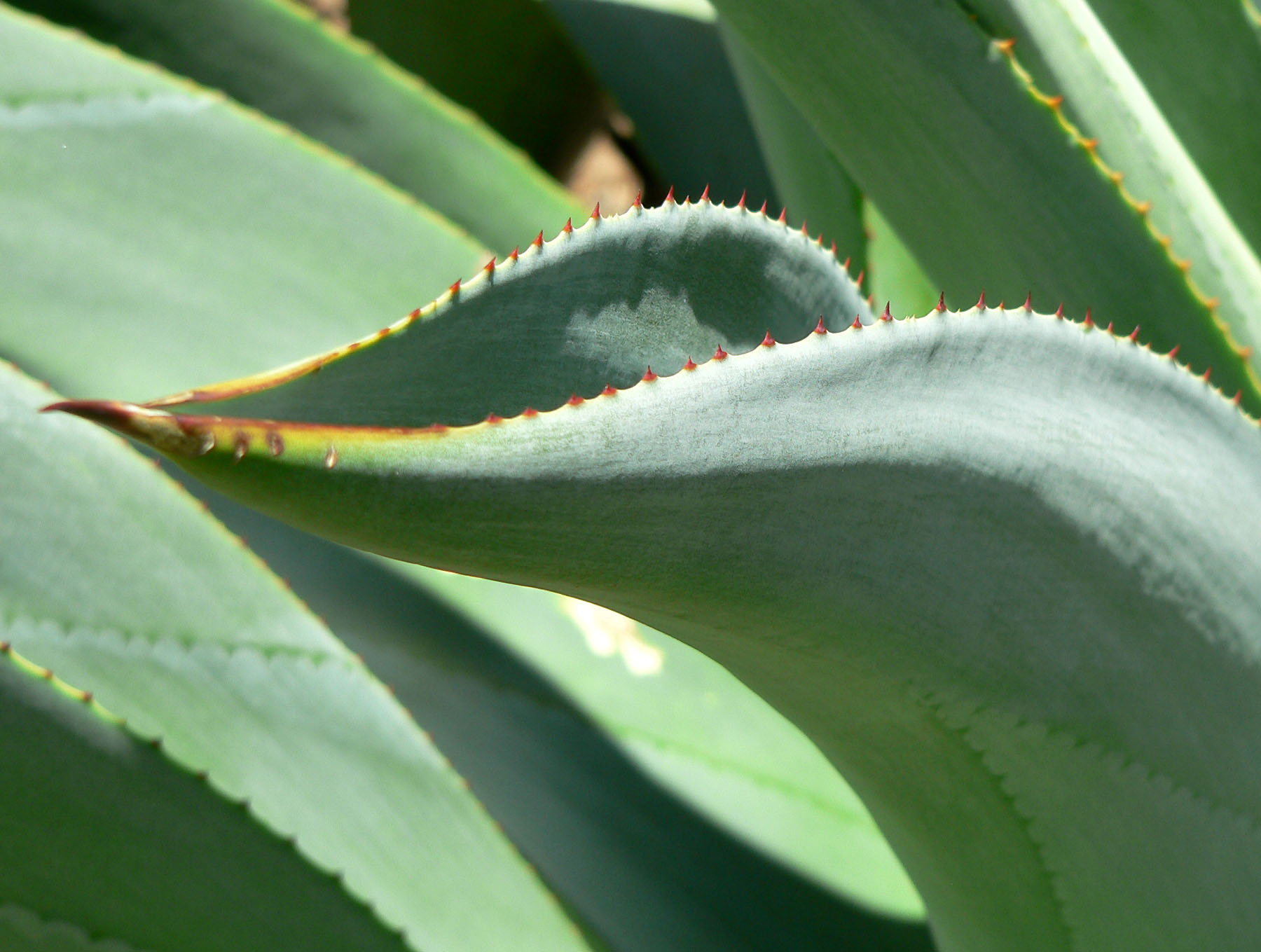
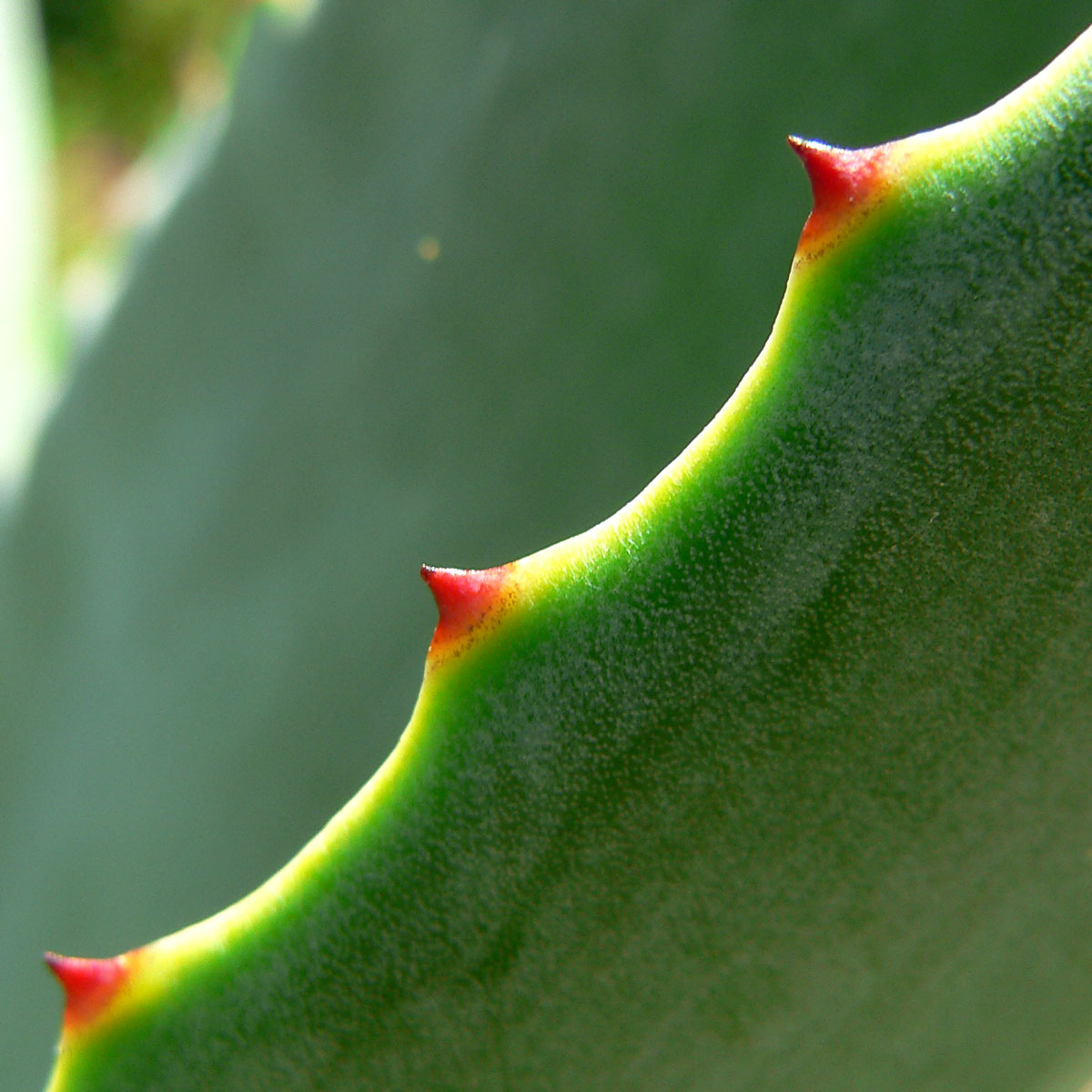
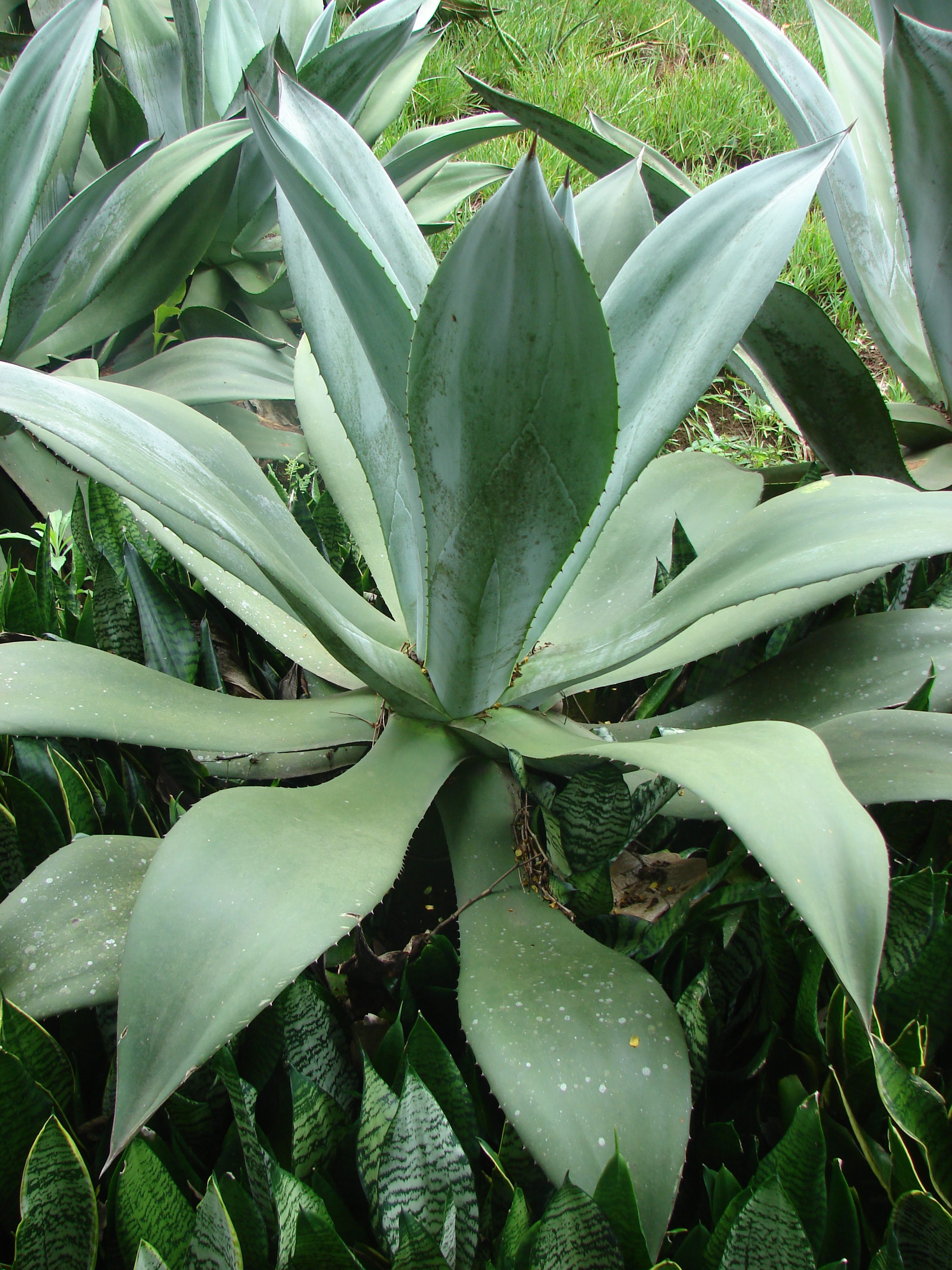